# Ricky Babineaux
Ricky Babineaux (ur. 14 grudnia 1990) – amerykański lekkoatleta specjalizujący się w biegach sprinterskich.
W marcu 2014 wszedł w skład amerykańskiej sztafety 4 × 400 metrów, która biegła w eliminacjach halowych mistrzostw świata. Babineaux nie znalazł się w składzie na bieg finałowy, a jego koledzy z reprezentacji wywalczyli złoty medal.
Medalista mistrzostw Stanów Zjednoczonych. 

## Osiągnięcia
| Rok  | Impreza                   | Miejsce | Konkurencja             | Lokata     | Wynik           |
| ---- | ------------------------- | ------- | ----------------------- | ---------- | --------------- |
| 2014 | Halowe mistrzostwa świata | Sopot   | sztafeta 4 × 400 metrów | 1. miejsce | 3:02,13 (elim.) |

## Rekordy życiowe
- Bieg na 400 metrów (stadion) – 46,16 (2016)
- Bieg na 400 metrów (hala) – 46,37 (2013)